# 斜鱗奈氏鱈
斜鱗奈氏鱈，為輻鰭魚綱鱈形目鼠尾鱈科的其中一種。分布於中太平洋區的夏威夷州考艾島海域，棲息在中水層，水深約799至1400公尺，體長可達39.8公分，生活習性不明。